# Explosie in de Brunner-mijn 1896

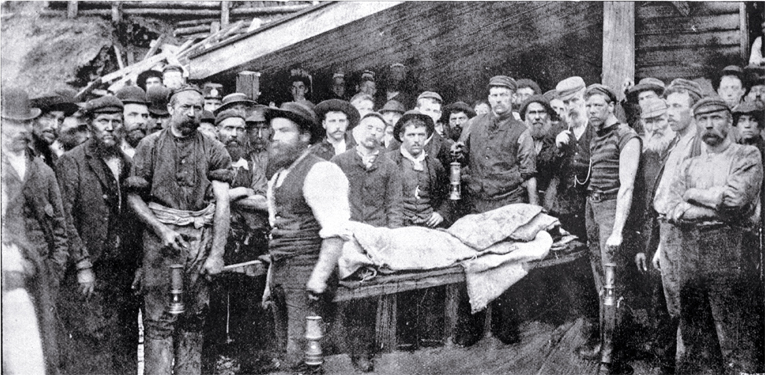
Een lichaam wordt de mijn uitgedragen.

De explosie in de Brunner-mijn 1896 vond plaats in de Nieuw-Zeelandse Brunner-mijn op 26 maart 1896. Met 65 doden is het de dodelijkste mijnramp in de nationale geschiedenis.

## Verloop van de ramp
Om 9.30 uur plaatselijke tijd werd een explosie gehoord in de mijn en rond 11.00 uur brachten reddingswerkers de eerste lichamen bovengronds. Bij dit reddingswerk werd men gehinderd door giftige gassen.
Officieel was de oorzaak een lading springstof die op een verkeerde plaats was aangebracht. Volgens sommige mijnwerkers had zich echter mijngas verspreid via een ineffectief ventilatiekanaal.

## Nasleep

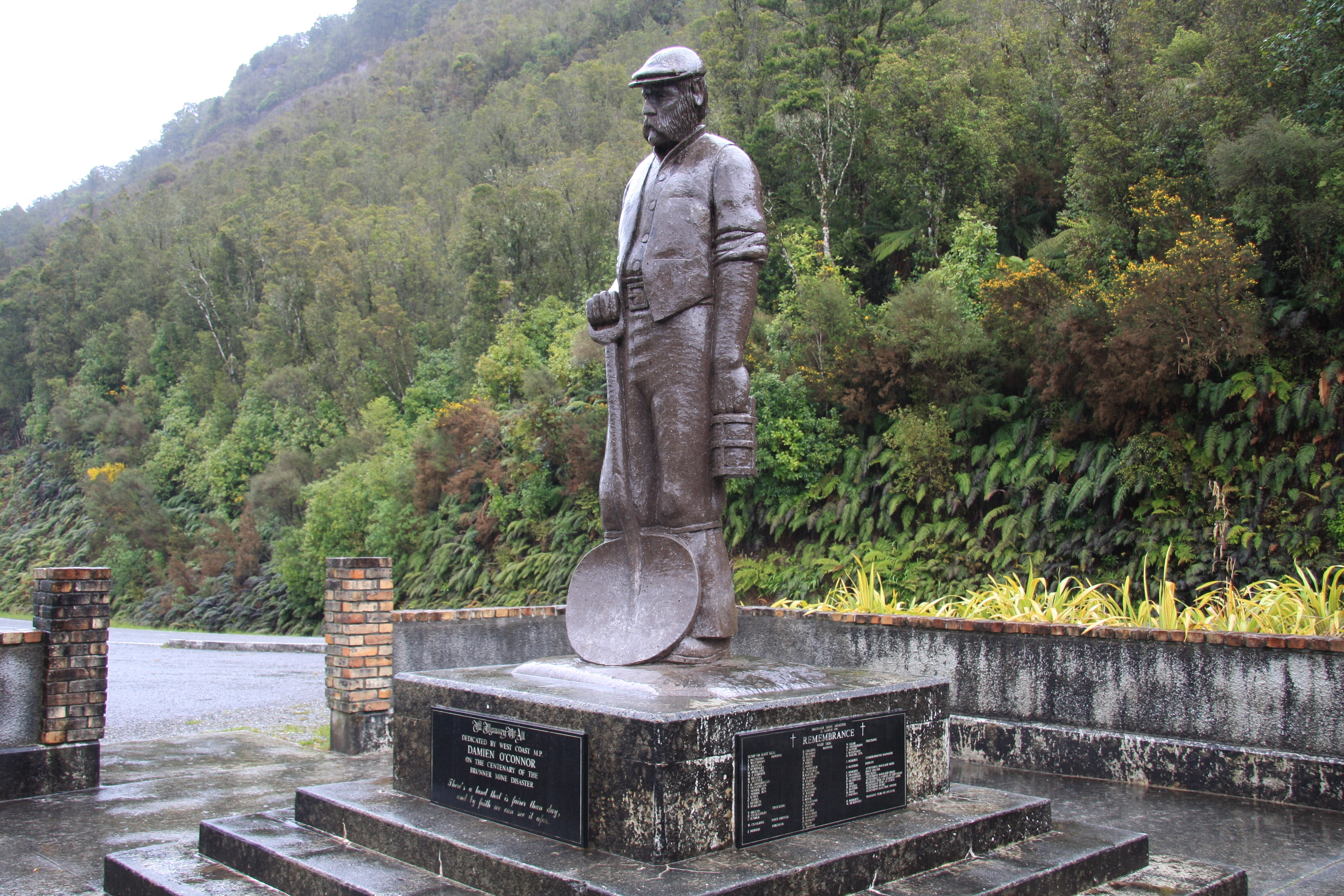
Monument ter herinnering aan de ramp.

De meeste slachtoffers werden begraven in een massagraf bij Stillwater. Op de mijnsite werd later een monument opgericht.